# Schengenski sporazum
Schengenski sporazum je 14. lipnja 1985. potpisalo pet europskih država: Belgija, Francuska, Njemačka, Luksemburg i Nizozemska. Sporazum je potpisan na brodu "Princeza-Mari Astrid", na rijeci Mozel, pored Schengena, malog mjesta u Luksemburgu. Prema Schengenskom sporazumu, državljani država u Europskoj uniji mogu se slobodno kretati po drugim članicama (bez putovnice, osobne iskaznice).
Schengenski sporazuma konačno je stupio na snagu 26. ožujka 1995., a razlog kašnjenja bilo je i ponovno ujedinjenje Njemačke. Belgija, Njemačka, Francuska, Luksemburg, Nizozemska i Portugal tog su dana ukinule graničnu kontrolu. Amsterdamskim ugovorom, koji je na snagu stupio 1999. godine, Schengenski sporazum integriran je u zakonodavstvo Unije, što je značajno doprinijelo ostvarenju slobodnog kretanja robe i ljudi, jednom od najvažnijih načela zajedničkog unutarnjeg tržišta.
Do danas su ovaj sporazum prihvatile 27 zemalja članica Europske unije, kao i 4 zemlje članice EFTA-e, te 4 mikro-države Europe.

## Potpisivanje sporazuma
- 14. lipnja 1985. –  Belgija, Francuska, Luksemburg, Nizozemska i Njemačka
- 27. studenog 1990. – Italija
- 25. lipnja 1992. – Portugal i Španjolska
- 6. studenog 1992. – Grčka
- 28. travnja 1995. – Austrija
- 19. prosinca 1996. – Danska, Finska, Island, Norveška i Švedska
- 1. svibnja 2004. – Cipar (neimplementirano), Češka, Estonija, Mađarska, Latvija, Litva, Malta, Poljska, Slovačka i Slovenija
- 26. listopada 2004. – Švicarska1
- 1. siječnja 2007. – Rumunjska i Bugarska (djelimično implementirano,od 1. siječnja 2025. u potpunosti implementirano)
- 28. veljače 2008. – Lihtenštajn
- 1. srpnja 2013. – Hrvatska

1Iako je postala članica Schengenskog sporazuma Švicarska nije ukinula carinarnice prema državama Europske unije, nego je samo ukinula kontrolu putnika, dok će se kontrole robe i dalje provoditi, što nije slučaj s ostalim članicama gdje su carinarnice na granicama u potpunosti ukinute.

## Implementacija sporazuma
- 26. ožujka 1995. – Belgija, Francuska, Njemačka, Luksemburg, Nizozemska, Portugal i Španjolska
- 26. studenog 1997. – Italija
- 1. prosinca 1997. – Austrija
- 26. ožujka 2000. – Grčka
- 25. ožujka 2001. – Danska, Finska, Island, Norveška i Švedska
- 21. prosinca 2007. – Češka, Estonija, Mađarska, Latvija, Litva, Malta, Poljska, Slovačka i Slovenija
- 12. prosinca 2008. – Švicarska[2]
- 19. prosinca 2011. – Lihtenštajn
- 1. siječnja 2023. – Hrvatska
- 1. siječnja 2025. - Rumunjska i Bugarska

Državljani Andore, Monaka, San Marina i Vatikana, kao i teritorija Grenlanda i Farskih otoka mogu se slobodno kretati po državama potpisnicama Schengenskog sporazuma.

## Zemlje kandidati
Cipar je u procesu pristupanja (potpisao sporazum, ali ga još nije implementirao).

## Vanjske poveznice
|  | Zajednički poslužitelj ima još gradiva o temi Schengenski sporazum |